# Hans Berger
Hans Berger (født 21. maj 1873, død 1. juni 1941) var en tysk psykiater. Han er bedst kendt som opfinderen af elektroencefalografi (EEG) i 1924 og som opdager af alfabølgen, som kaldes “Berger wave” på engelsk.

## Biografi
Hans Berger blev født nær Coburg, i det som i dag er delstaten Bayern.
Han fik en gymnasial uddannelse på Casimirianum i 1892 og studerede derefter matematik på Friedrich-Schiller-Universität i Jena. Det var hans drøm at blive astronom, men efter et semester droppede han ud af sit studium og startede som kavalerist i militæret.
Under en øvelse faldt Berger af sin hest og landede lige foran et hestespand, der trak en kanon. Han var tæt på at blive knust under kanonens hjul, men kanons kusk stoppede hestene i sidste øjeblik. Denne nærddødsoplevelse blev meget betydende for Bergers karrierer.
Da han kom hjem fra øvelsen, var der et telegram der ventede ham. Hans søster havde følt, at Berger var i stor fare, og havde presset sin far til at sende telegrammet til broderen for at spørge til hans tilstand.
Den episode fik Berger til at interessere sig for det okkulte fænomen “telepati”. Altså at mennesker kan dele deres tanker og følelser med hinanden. Berger skrev som om episoden "Det var et tilfælde af spontan telepati. Da jeg var i dødelig fare og var sikker på, at jeg skulle dø, overførte jeg mine tanker til min søster, som jeg følte mig meget tæt på, og hun kunne modtage dem".
Berger afsluttede sin militærtjeneste og var opslugt af ideen om, at hans hjerne kunne overføre signaler til hans søster. Berger vendte tilbage til universitetet i Jena for at studere medicin med det formål at opdage den fysiologiske årsag til den “psykiske energi”, han følte så stærkt.
Hans centrale emne var “Udforskningen af korrelationen mellem objektiv aktivitet i hjernen og det subjektive psykiske fænomen.”
Efter at han fik sin kandidatgrad fra Jena Universitet i 1897, blev Berger en del af staben omkring Otto Binswanger, som var formand for psykiatri og neurologi i Jena universitetshospital.
Berger blev lektor i 1906 og overlæge i 1912. Han arbejdede sammen med store hjerneforskere som Oskar Voght og Korbinian Brodmann. Berger var udstationeret på vestfronten under 1. verdenskrig som psykiater for hæren. Til sidst overtog han Binswangers plads som formand i 1919 og blev rektor for Jena Universitet i 1927.
I 1924 målte Berger som den første EEG på et menneske. Berger tvivlede selv på sin forskning og ventede 5 år med at udgive det. Først i 1929 udsendte han en artikel, der beskrev hans teknik til at måle hjernens elektriske aktivitet.
Som ventet var der stor skepsis omkring Bergers nye opdagelse. Han blev beskrevet som en andenrangsforsker og måske bare en galning. I 1934 udsendte de britiske forskere Adrian og Matthews artikler, der bekræftede Bergers arbejde, og EEG blev endeligt anerkendt omkring 1937. Derefter blev der stor begejstring for EEG, og forskere begyndte at måle hjernens aktiviteter under mange forskellige forhold. I 1938 blev EEG også et internationalt benyttet værktøj til at diagnosticere hjernesygdomme.
Da var Berger 65 og på vej til pension. Berger blev professor emeritus i psykologi. Nogle kilder mener, at blev Berger fyret på gråt papir, da han havde et dårligt forhold til nazistpartiet..
Det dårlige forhold er dog blevet modsagt af tyske journalister og historikere, der både har fremført beviser for, at Berger som en del af sit arbejde var med til at dømme sindslidende til sterilisation, og at hans dagbog indeholdt antisemitiske tekster. Desuden skulle han have vist entusiasme for at samarbejde med den kendte fortaler for racehygiejne, Karl Astel.
Berger blev aldrig medlem af nazipartiet, men var dog støttemedlem for SS. Det var dog formentligt nødvendigt for ham for at bevare sin stilling.
Efter en lang periode med klinisk depression, og en svær hudinfektion, begik Berger selvmord ved at hænge sig den første juni 1941.

## Bergers forskning
Berger vigtigste bidrag til medicin og neurologi var det systematiske studium af den elektriske aktivitet i den menneskelige hjerne, og udviklingen af elektroencefalografi. Han fulgte op på Richard Catons dyreforsøg. I 1924 lavede Berger den første EEG-optagelse af hjerneaktivitet på et menneske. Han kaldte det for et elektroencefalogram.
Han var også den første til at beskrive forskellen mellem de bølger eller rytmer som var i normale og anormale hjerner. Han beskrev alfabølgen (7.812–13.28 Hz), som i England og USA kendes som Bergers Bølge, og denne bølges undertrykkelse.
Han studerende og beskrev EEG-forandringer i hjernesygdomme, blandt andet epilepsi.
Hans målemetode var at indsætte spidse sølvtråde i patientens hovedbund, en i panden og en i nakken. Senere benyttede han elektroder, som blev holdt mod hovedbunden af gummibånd. Dette er praktisk talt også sådan, man måler EEG i dag.
Allerede dengang kunne Berger måle elektriske strømme så små som en tusindedel af en volt. Måleapparatet blev løbende fotograferet af Bergers assistent, og fotografierne blev brugt som dokumentation.

## Hans-Berger-Preis
Deutsche Gesellschaft für Klinische Neurophysiologie uddeler Hans-Berger-Preis hvert tredje år. Prisen gives for et langvarigt og fyldigt bidrag til teoretisk eller klinisk neurofysiologi.